# Shawna Lenee

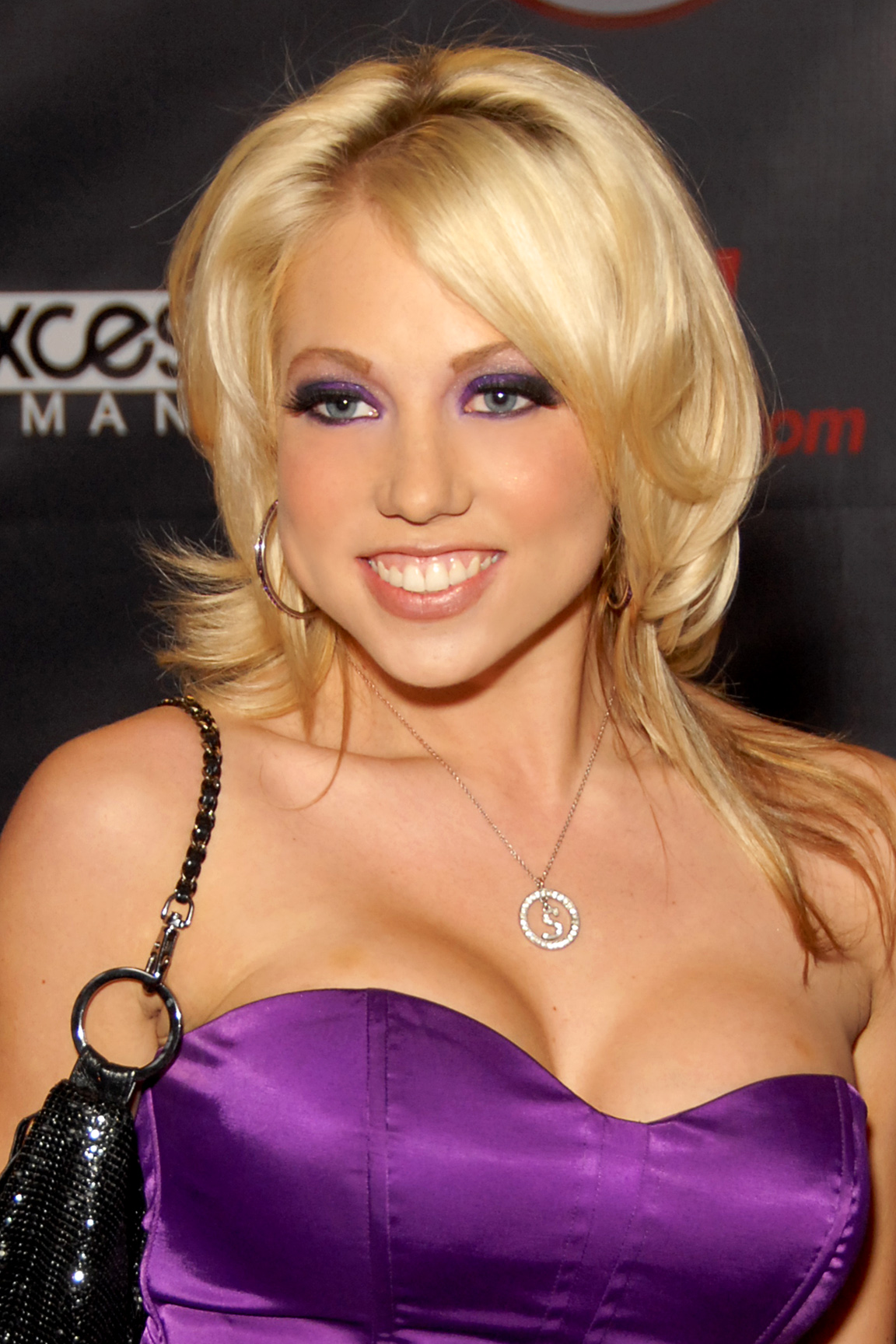
Shawna Lenee bei den AVN Awards 2010

Shawna Leneé, oft Shawna Lenee (* 12. April 1987 in Cleveland, Ohio; geboren als Shawna Lee Scott), ist eine US-amerikanische Pornodarstellerin.

## Karriere
Shawna Lenee gab 2005 im Alter von 18 Jahren ihr Debüt in der Pornobranche. Sie selbst beschrieb den Einstieg ins Erwachsenenfilmgeschäft als „Unfall“, der sich zunächst nur ergab, weil sie Geld zur Finanzierung ihrer ursprünglich angestrebten Karriere als Model benötigte. Seitdem hat sie in über 270 Filmen mitgespielt. Außerdem hat sie zahlreiche Szenen bei Brazzers, Hustler und Twistys. Bei Twistys erhielt sie außerdem das Prädikat Treat of the Month. Sie tritt unter verschiedenen Künstlernamen auf, darunter Kara Mynor und Kara Bare.
Im Juli 2008 wurde sie zum Penthouse-Pet of the Month, außerdem erschien sie im März 2009 im Magazin. Von 2010 bis 2014 pausierte Lenee ihre Karriere als Darstellerin.
Sie war viermal für den AVN Award nominiert und konnte den Preis einmal gewinnen in der Kategorie „Unsung Starlet of the Year“ (meistunterschätzter Star). Sie wirkte auch in den preisgekrönten Filmen Cheerleaders und Pirates II: Stagnetti’s Revenge mit.

## Filmografie (Auswahl)
- 2006: Playgirl: Lessons in Love
- 2006: Slut Puppies 2
- 2008: No Man’s Land 44
- 2008: Pirates II: Stagnetti’s Revenge
- 2008: This Ain’t the Munsters XXX
- 2008: The 4 Finger Club 25
- 2008: Cheerleaders
- 2009: Deviance
- 2009: Baby Got Boobs 1
- 2009: Girls Will Be Girls 5
- 2009: Nurses
- 2009: This Ain’t the Partridge Family XXX
- 2010: This Ain’t I Dream of Jeannie XXX
- 2010: Slutty and Sluttier 11
- 2018: Tonight’s Girlfriend 66

## Auszeichnungen & Nominierungen
- 2008: Dr. Jay’s Must-See Girl
- 2008: Fleshbot’s Crush of the Year
- 2008: Twistys Treat of the Month May
- 2009: Penthouse Pet of the Year Runner-Up
- 2009: The Hottest Girl in Porn (Online-Wahl, geteilt mit Jayden Jaymes)[3]
- 2009: AVN Award – Nominierung in der Kagegorie: Best Threeway Sex Scene (Cheerleaders)
- 2009: AVN Award – Nominierung in der Kagegorie: Best Supporting Actress
- 2010: AVN Award – Nominierung in der Kategorie: Best Solo Sex Scene
- 2010: AVN Award – Preis in der Kategorie: Unsung Starlet of the Year (meistunterschätzter Star)[4]